# Les Paradis de sable
Les Paradis de sable est un roman écrit par Jean-Charles Harvey, paru en 1953.
Avant même sa parution, le livre est confronté à la censure ; l'imprimeur sollicité, effrayé par le contenu, refuse d'imprimer le roman et Jean-Charles Harvey est contraint de modifier son manuscrit. Les difficultés de parution du roman reflètent la censure concernant l'érotisme dans les années 1950 : Harvey est considéré comme un « précurseur de la révolution tranquille ». Les Paradis de sable est également considéré par la plupart des critiques comme un roman à la fois anti-communiste et anti-clérical,.